# Adelobotrys marginata
Adelobotrys marginata är en tvåhjärtbladig växtart som beskrevs av Alexander Curt Brade. Adelobotrys marginata ingår i släktet Adelobotrys och familjen Melastomataceae. Inga underarter finns listade i Catalogue of Life.